# Station Jastrzębna
Station Jastrzębna is een spoorwegstation in de Poolse plaats Jastrzębna.